# Lutje (toponymie)
Lutje (ook lutke) is een voorvoegsel dat in de toponymie gebruikt wordt.
Lutje is afkomstig van het Germaanse woord lutikon of luttikon (dativus: lutika), dat 'klein' betekende. Ook luttilon en luttila betekende klein. 
Verscheidene plaatsen hebben het woord lutje- in de plaatsnaam. Soms bevat de dialectnaam van een plaats lutje-, met name in het Gronings, zoals Lutje Ulsda. Ook de voorvoegsels Luz-, Lutz- en Lux- kunnen van lutikon of luttilon afgeleid zijn. In het aan het nabij gelegen Friesland is het woord voor klein lyts.

## Enkele voorbeelden van plaatsen met lutje- in de naam
- Lutjebroek
- Lutjegast
- Lutje Ham
- Lütje Hörn
- Lutjekolhorn
- Lutjelollum
- Lutje Marne
- Lutkemeer
- Lutjerijp
- Lutje Saaksum
- Lutjestrand, strandje aan het Amstelmeer bij Westerland op Wieringen.
- Lutkewierum
- Lutjewijtwerd
- Lutjewinkel

## Voorbeelden van plaatsen met ander voorvoegsel maar zelfdeetymologie
- Luxemburg[1]